# Генкель, Вильгельм
Вильгельм Генкель (Василий Егорович Генкель; нем. Wilhelm Henckel; 1825—1910) — российский и германский переводчик и издатель.

## Ранние годы

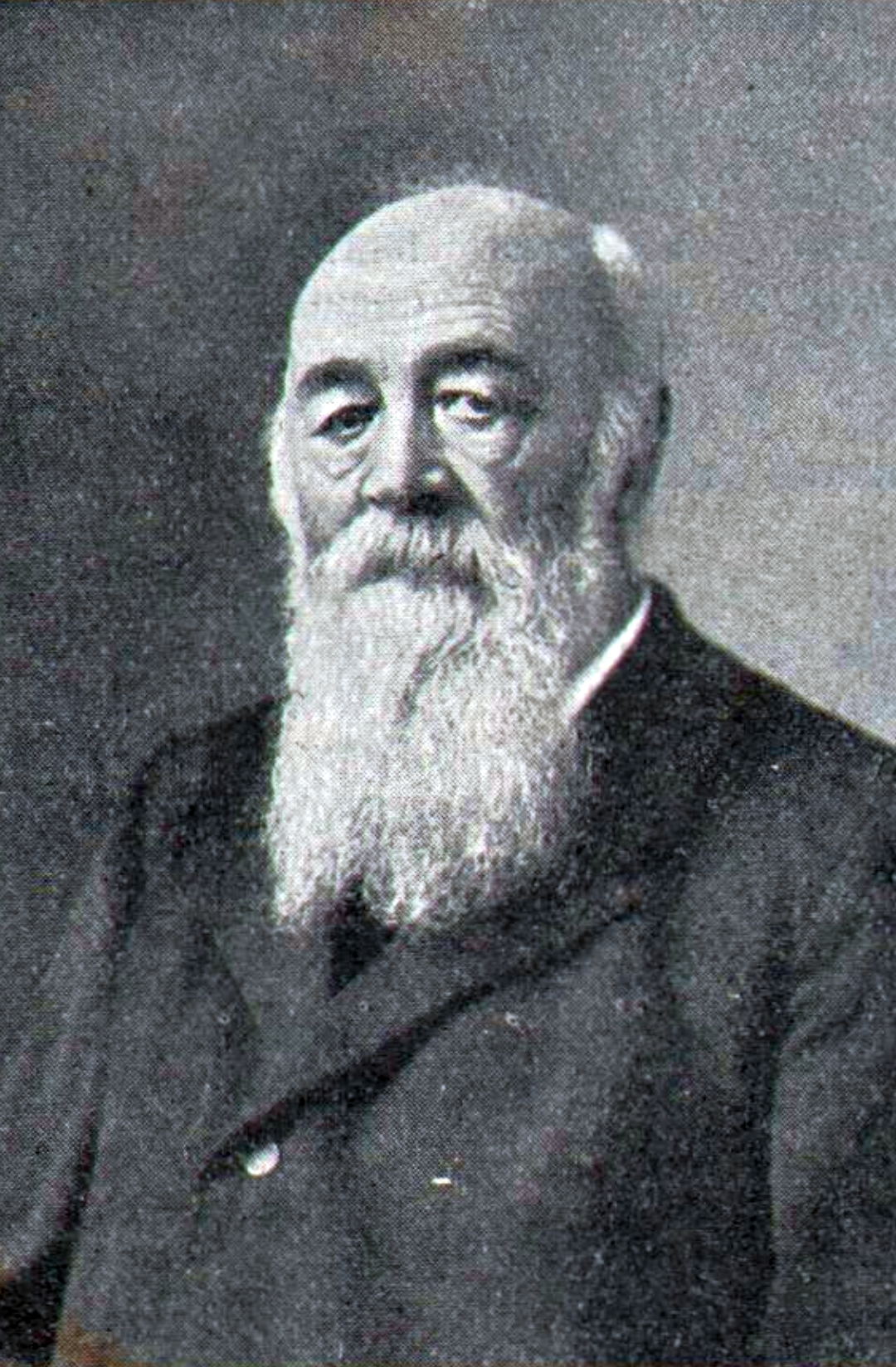
Вильгельм Генкель, 1905

Родился в Пруссии. Служил в различных книжных магазинах в Санкт-Петербурге и за границей. В 1854 году вместе с Смирдиным-сыном основал известную фирму А. Смирдин и Ко. Выделившись в 1860-х годах в самостоятельную фирму, Генкель издал художественный альбом «Северное сияние», первые сборники произведений А. И. Левитова, Глеба Успенского, В. Я. Якушкина, К. М. Станюковича и принял ближайшее участие в издании "Недели"

## Германия
В 1870-х годах его дела пришли в расстройство. Поселившись в Мюнхене, Генкель посвятил себя переводам с русского языка и много способствовал знакомству немецкой публики с новейшей русской литературой. Его перевод романа Ф. М. Достоевского «Преступление и наказание» («Raskolnikow»), выпущенный в 1882 году, имел выдающийся успех и способствовал изучению европейской критикой творчества Достоевского. Всего Генкелем издано около 30 томов переводов И. С. Тургенева, Достоевского, Н. И. Костомарова, В. М. Гаршина, Льва Толстого, И. Н. Потапенко, Я. П. Полонского и других русских писателей.
Генкель помещал также статьи о русской литературе в разных немецких газетах, всего чаще в «Münchener Allgemeine Zeitung».